# Szczutowo (gemeente)
De gemeente Szczutowo is een landgemeente in het Poolse woiwodschap Mazovië, in powiat Sierpecki.
De zetel van de gemeente is in Szczutowo.
Op 30 juni 2004 telde de gemeente 4476 inwoners.

## Oppervlakte gegevens
In 2002 bedroeg de totale oppervlakte van gemeente Szczutowo 112,62 km², waarvan:
- agrarisch gebied: 67%
- bossen: 23%

De gemeente beslaat 13,2% van de totale oppervlakte van de powiat.

## Demografie
Stand op 30 juni 2004:
| Omschrijving                   | Totaal | Totaal | Vrouwen | Vrouwen | Mannen | Mannen |
| ------------------------------ | ------ | ------ | ------- | ------- | ------ | ------ |
| eenheid                        | aantal | %      | aantal  | %       | aantal | %      |
| inwoners                       | 4476   | 100    | 2318    | 51,8    | 2158   | 48,2   |
| bevolkingsdichtheid (inw./km²) | 39,7   | 39,7   | 20,6    | 20,6    | 19,2   | 19,2   |

In 2002 bedroeg het gemiddelde inkomen per inwoner 1421,62 zł.

## Administratieve plaatsen (sołectwo)
Agnieszkowo, Białasy, Blinno, Blizno, Całownia, Cisse, Dąbkowa Parowa, Dziki Bór, Gorzeń, Gójsk, Grabal, Grądy, Gugoły, Józefowo, Karlewo, Łazy, Maluszyn, Mierzęcin, Modrzewie, Mościska, Podlesie, Słupia, Stara Wola, Szczechowo, Szczutowo.

## Overige plaatsen
Agnieszkowo-Krzyżówki, Borek, Czartownia, Hermany, Jaroszewo, Jaźwiny, Jeleniec, Łukomka, Majewo, Nowe Agnieszkowo, Stare Grądy, Zawady.

## Aangrenzende gemeenten
Rogowo, Rościszewo, Sierpc, Skępe, Skrwilno